# Solist
Solist (italijansko solo = sam) je vsak posamezni glasbenik, pevec ali instrumentalist, ki izvaja samostojen del glasbene partiture, označen kot solo part. Pri tem lahko tudi izstopa iz večje glasbene skupine, ki hkrati z njim izvaja glasbo. Solistično igranje ne pomeni nujno, da v istem času ne igra noben drug glasbenik, ampak da je solistov part v glasbenem smislu najpomembnejši.
- Jazz: pri jazzu je v navadi, da vsak izmed izvajalcev v ansamblu improvizira del skladbe (solo), medtem ko ostali igrajo, vendar tišje.

- Ples: solistični ples je nastop plesalca brez partnerja.

- Solistična komorna skladba: solist lahko nastopa tudi sam, brez kakršnekoli spremljave drugih instrumentov. Take skladbe imenujemo solo skladbe, in jih prištevamo k komornim glasbenim zasedbam. (npr. partita za violončelo solo)

- Solo v koncertni skladbi: prav tako je v navadi, da solist brez spremljave odigra tudi koncertno kadenco. V tem času ostali instrumenti ne igrajo (pogosta oznaka v njihovih partih pa je »tacet«.